# Muscle car

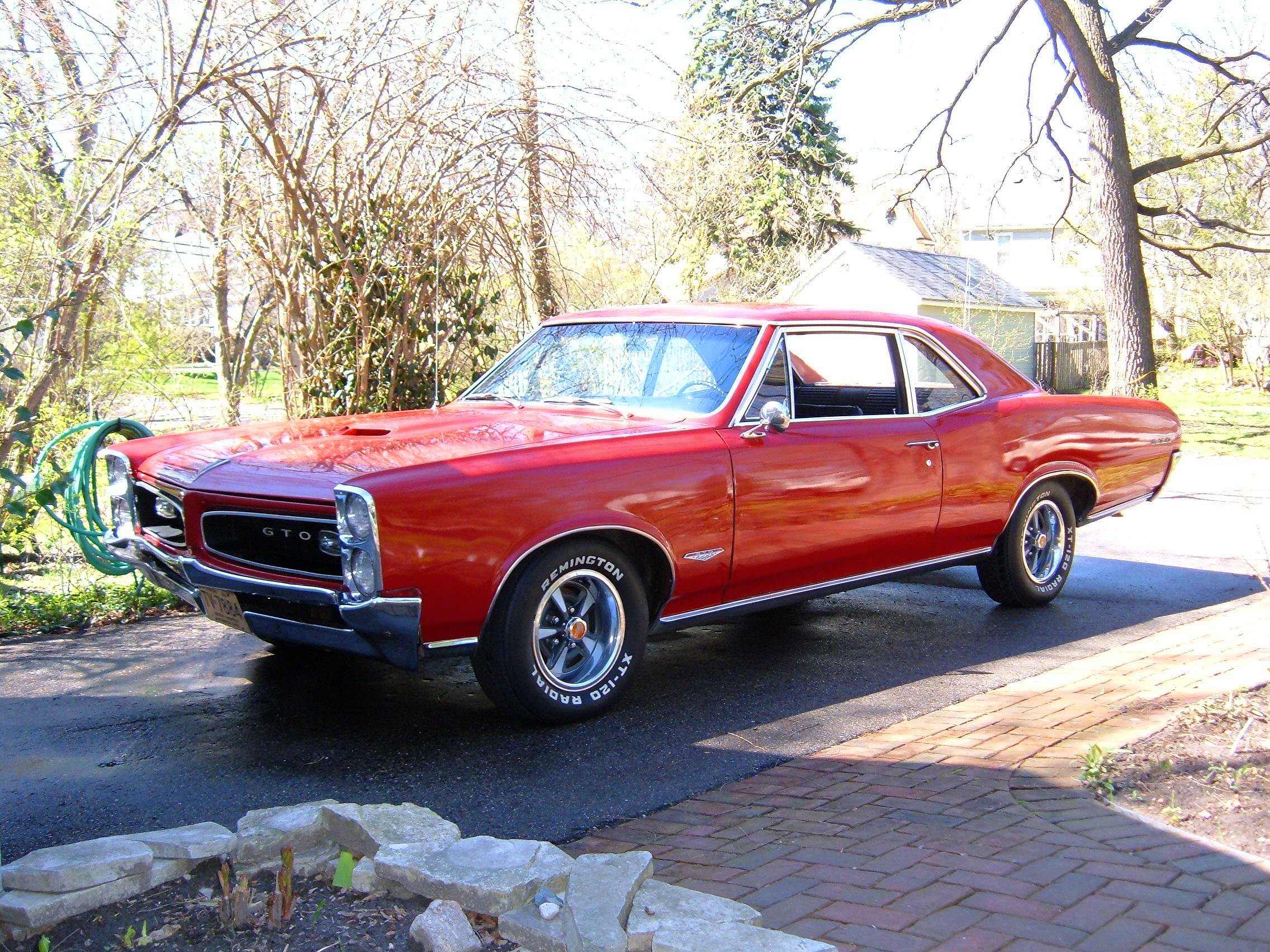
Esse Pontiac GTO de 1966 é um exemplo clássico de um muscle car.

Muscle car (tradução livre para carros musculosos) é um termo usado para definir uma variedade de carros com potência, tamanho e performance elevadas fabricados entre 1960 a 1970 (início da crise do petróleo, reforma da constituição ambiental dos Estados Unidos e estabelecimento das regras antipoluição no setor automobilístico da indústria nos Estados Unidos). Conforme o Webster's Dictionary, é definido como "Um grupo de carros americanos esportivos ou coupé com 2 portas e motor potente". Uma larga gama de carros com Motor V8 que possuem tração traseira, duas portas, desenvolvidos para dois ou mais passageiros, são definidos como muscle.
Vendido a um preço acessível, muscle cars são destinados para uso de rua e principalmente ocasionalmente em prova de arrancada. São diferentes dos esportivos e caros dois lugares como os Grand tourer e sua pretensão é a potência e alta velocidade em estradas. Exemplo de modelos de muscle cars são Chevrolet Camaro, Chevelle e Nova, Dodge Challenger, Pontiac GTO, Plymouth Barracuda e Road Runner, Ford Mustang, Torino, Cadillac Eldorado, Oldsmobile Cutlass, Oldsmobile Toronado (que inculsive tem tração dianteira tanto ele quanto o Eldorado), entre outros são exemplos de muscle cars